# A Box of Their Best
A Box of Their Best je prvi ameriški box set skupine Electric Light Orchestra (ELO), ki je izšel leta 1980. Set vsebuje albume A New World Record (z zamenjanima stranema), Out of the Blue in Discovery. Set vsebuje tudi prvi Lynnov solo singl, »Doin' That Crazy Thing«, ki ga niso vsebovale vse izdaje. Set je skoraj identičen britanskemu setu Four Light Years, ki je izšel v istem letu.

## Seznam skladb
Avtor vseh skladb je Jeff Lynne.
7" singl
1. »Doin' That Crazy Thing« – 3:21

### A New World Record
| Stran 1 | Stran 1            | Stran 1 |
| Št.     | Naslov             | Dolžina |
| ------- | ------------------ | ------- |
| 1.      | „So Fine‟          | 3:55    |
| 2.      | „Livin' Thing‟     | 3:31    |
| 3.      | „Above the Clouds‟ | 2:16    |
| 4.      | „Do Ya‟            | 3:45    |
| 5.      | „Shangri-La‟       | 5:34    |

| Stran 2 | Stran 2                    | Stran 2 |
| Št.     | Naslov                     | Dolžina |
| ------- | -------------------------- | ------- |
| 6.      | „Tightrope‟                | 5:00    |
| 7.      | „Telephone Line‟           | 4:38    |
| 8.      | „Rockaria!‟                | 3:12    |
| 9.      | „Mission (A World Record)‟ | 4:24    |

### Out of the Blue
| Stran 3 | Stran 3               | Stran 3 |
| Št.     | Naslov                | Dolžina |
| ------- | --------------------- | ------- |
| 1.      | „Turn to Stone‟       | 3:47    |
| 2.      | „It's Over‟           | 4:08    |
| 3.      | „Sweet Talkin' Woman‟ | 3:47    |
| 4.      | „Across the Border‟   | 3:52    |

| Stran 4 | Stran 4             | Stran 4 |
| Št.     | Naslov              | Dolžina |
| ------- | ------------------- | ------- |
| 5.      | „Night in the City‟ | 4:02    |
| 6.      | „Starlight‟         | 4:30    |
| 7.      | „Jungle‟            | 3:51    |
| 8.      | „Believe Me Now‟    | 1:21    |
| 9.      | „Steppin' Out‟      | 4:38    |

| Stran 5: Concerto for a Rainy Day | Stran 5: Concerto for a Rainy Day | Stran 5: Concerto for a Rainy Day |
| Št.                               | Naslov                            | Dolžina                           |
| --------------------------------- | --------------------------------- | --------------------------------- |
| 10.                               | „Standin' in the Rain‟            | 4:20                              |
| 11.                               | „Big Wheels‟                      | 5:10                              |
| 12.                               | „Summer and Lightning‟            | 4:13                              |
| 13.                               | „Mr. Blue Sky‟                    | 5:05                              |

| Stran 6 | Stran 6              | Stran 6 |
| Št.     | Naslov               | Dolžina |
| ------- | -------------------- | ------- |
| 14.     | „Sweet Is the Night‟ | 3:26    |
| 15.     | „The Whale‟          | 5:05    |
| 16.     | „Birmingham Blues‟   | 4:21    |
| 17.     | „Wild West Hero‟     | 4:40    |

### Discovery
| Stran 7 | Stran 7                    | Stran 7 |
| Št.     | Naslov                     | Dolžina |
| ------- | -------------------------- | ------- |
| 1.      | „Shine a Little Love‟      | 4:43    |
| 2.      | „Confusion‟                | 3:42    |
| 3.      | „Need Her Love‟            | 5:11    |
| 4.      | „The Diary of Horace Wimp‟ | 4:17    |

| Stran 8 | Stran 8                | Stran 8 |
| Št.     | Naslov                 | Dolžina |
| ------- | ---------------------- | ------- |
| 5.      | „Last Train to London‟ | 4:32    |
| 6.      | „Midnight Blue‟        | 4:19    |
| 7.      | „On the Run‟           | 3:55    |
| 8.      | „Wishing‟              | 4:13    |
| 9.      | „Don't Bring Me Down‟  | 4:02    |

## Glasbeniki
- Jeff Lynne – vokali, kitare, klavir, sintetizator
- Bev Bevan – bobni, tolkala
- Richard Tandy – klavir, sintetizator, električni klavir, clavinet
- Kelly Groucutt – bas kitara, vokali
- Mik Kaminski – violina (razen Discovery)
- Melvyn Gale – čelo (razen Discovery)
- Hugh McDowell – čelo (razen Discovery)